# Nahuel Zárate
Nahuel Alejandro Zárate (Buenos Aires, Argentina; 27 de enero de 1993) es un futbolista argentino. Juega como lateral por izquierda y su primer equipo fue Boca Juniors. Actualmente se encuentra libre.

## Trayectoria
Zárate llegó a Boca cuando tenía apenas 9 años. Jugaba en Defensores de Budge. Un día jugando contra Club Parque, Madoni lo vio jugar y le propuso ir a Boca.
El 29 de enero de 2013 hizo su debut profesional en Boca Juniors,  ingresando por Fernando Evangelista en el segundo tiempo en un partido amistoso frente a River Plate, el encuentro se disputó en el Estadio Malvinas Argentinas de Mendoza. El mismo terminó 0 a 0, pero el resultado se inclinó a favor de Boca (5 a 4) en los penales.
Su debut oficial se produjo el 10 de marzo contra Atlético Rafaela partido que terminaría 1 a 1, jugando 90 minutos con una destacada actuación.

## Homicidio y condena
En la madrugada del domingo 9 de septiembre de 2018 Zárate fue protagonista de un accidente automovilístico en la avenida General Paz, en el barrio Villa Riachuelo, Buenos Aires, donde embistió con su auto, un Volkswagen Scirocco, a un taxi con dos ocupantes, de 55 y 54 años, los cuales fallecieron. Zárate se encuentra detenido e internado.
Después del accidente en el año 2019 Zárate jugó 8 partidos en Club Atlético Fénix y luego se fue a jugar a la provincia de Jujuy para jugar en Gimnasia y Esgrima de Jujuy en donde disputó 6 partidos. En 2020 llegó libre al Club Atlético Güemes para disputar el Federal A, su equipo terminaría ascendiendo a la Primera Nacional del fútbol argentino. Y en lo que fue el sábado 28 de marzo de 2021 por la fecha 3 de ese torneo marcó su primer gol en primera división de cabeza ante su ex equipo jujeño, aunque algunas páginas de estadísticas le dan el gol en contra al arquero del lobo Fernando Otarola.
El 30 de agosto de 2021, Nahuel fue sentenciado a 5 años de prisión por el choque y asesinato de las dos personas, incluyendo una inhabilitación para conducir de 10 años. Luego de varias instancias judiciales, finalmente el 16 de mayo de 2025 la Corte Suprema ratificó la condena; horas más tarde Deportivo Morón, club donde se encontraba jugando al momento de conocerse el fallo, comunicó la rescisión de su contrato.

## Clubes
- Actualizado al 11 de mayo de 2025

| Club                       | Div.                | Temporada           | Liga | Liga | Copa Nacional | Copa Nacional | Copa Internacional | Copa Internacional | Total | Total |
| Club                       | Div.                | Temporada           | PJ   | G    | PJ            | G             | PJ                 | G                  | PJ    | G     |
| -------------------------- | ------------------- | ------------------- | ---- | ---- | ------------- | ------------- | ------------------ | ------------------ | ----- | ----- |
| Boca Juniors Argentina     |                     |                     |      |      |               |               |                    |                    |       |       |
| 1.ª                        | 2012/13             | 10                  | 0    | 1    | 0             | 2             | 0                  | 13                 | 0     |       |
| 1.ª                        | 2013/14             | 16                  | 0    | 0    | 0             | -             | -                  | 16                 | 0     |       |
| 1.ª                        | 2014                | 4                   | 0    | 0    | 0             | 0             | 0                  | 4                  | 0     |       |
| Total                      | Total               | 30                  | 0    | 1    | 0             | 2             | 0                  | 33                 | 0     |       |
| Godoy Cruz Argentina       |                     |                     |      |      |               |               |                    |                    |       |       |
| 1.ª                        | 2015                | 23                  | 0    | 0    | 0             | -             | -                  | 23                 | 0     |       |
| Total                      | Total               | 23                  | 0    | 0    | 0             | -             | -                  | 23                 | 0     |       |
| Unión Argentina            |                     |                     |      |      |               |               |                    |                    |       |       |
| 1.ª                        | 2016                | 2                   | 0    | 0    | 0             | -             | -                  | 2                  | 0     |       |
| 1.ª                        | 2016/17             | 18                  | 0    | 3    | 0             | -             | -                  | 21                 | 0     |       |
| Total                      | Total               | 20                  | 0    | 3    | 0             | -             | -                  | 23                 | 0     |       |
| Atlético Tucumán Argentina |                     |                     |      |      |               |               |                    |                    |       |       |
| 1.ª                        | 2017/18             | 8                   | 0    | 0    | 0             | 0             | 0                  | 8                  | 0     |       |
| Total                      | Total               | 8                   | 0    | 0    | 0             | 0             | 0                  | 8                  | 0     |       |
| Fénix Argentina            |                     |                     |      |      |               |               |                    |                    |       |       |
| 3.ª                        | 2018/19             | 8                   | 0    | -    | -             | -             | -                  | 8                  | 0     |       |
| Total                      | Total               | 8                   | 0    | -    | -             | -             | -                  | 8                  | 0     |       |
| Gimnasia (J) Argentina     |                     |                     |      |      |               |               |                    |                    |       |       |
| 2.ª                        | 2019/20             | 6                   | 0    | -    | -             | -             | -                  | 6                  | 0     |       |
| Total                      | Total               | 6                   | 0    | -    | -             | -             | -                  | 6                  | 0     |       |
| Güemes (SdE) Argentina     |                     |                     |      |      |               |               |                    |                    |       |       |
| 3.ª                        | 2020                | 7                   | 0    | -    | -             | -             | -                  | 7                  | 0     |       |
| 2.ª                        | 2021                | 29                  | 3    | 1    | 0             | -             | -                  | 30                 | 3     |       |
| Total                      | Total               | 36                  | 3    | 1    | 0             | -             | -                  | 37                 | 3     |       |
| Estudiantes (BA) Argentina |                     |                     |      |      |               |               |                    |                    |       |       |
| 2.ª                        | 2022                | 17                  | 0    | -    | -             | -             | -                  | 17                 | 0     |       |
| 2.ª                        | 2023                | 9                   | 2    | 1    | 0             | -             | -                  | 10                 | 2     |       |
| 2.ª                        | 2024                | 10                  | 0    | -    | -             | -             | -                  | 10                 | 0     |       |
| Total                      | Total               | 36                  | 2    | 1    | 0             | -             | -                  | 37                 | 2     |       |
| Deportivo Morón Argentina  |                     |                     |      |      |               |               |                    |                    |       |       |
| 2.ª                        | 2025                | 14                  | 0    | -    | -             | -             | -                  | 14                 | 0     |       |
| Total                      | Total               | 14                  | 0    | -    | -             | -             | -                  | 14                 | 0     |       |
| Total en su carrera        | Total en su carrera | Total en su carrera | 181  | 5    | 6             | 0             | 2                  | 0                  | 189   | 5     |

## Palmarés
| Título           | Club         | País      | Año  |
| ---------------- | ------------ | --------- | ---- |
| Torneo Federal A | Güemes (SdE) | Argentina | 2021 |